# Île Christmas (Nouvelle-Écosse)
Pour les articles homonymes, voir Île Christmas.
Île Christmas (en anglais : Christmas Island; en gaélique écossais : Eilean na Nollaig; en français : Île de Noël) est une communauté canadienne de la municipalité régionale du Cap-Breton sur l'île du Cap-Breton (Nouvelle-Écosse). La communauté dispose d'un bureau de poste, une caserne de pompiers et une très petite population. Le bureau de poste de l'île Christmas reçoit des cartes postales de partout dans le monde au cours de la période de Noël afin qu'elles puissent être réexpédiées avec le cachet de la poste de l'Île Christmas. Elle a également une belle plage avec accès au lac Bras d'Or, et un étang qui se jette dans le lac.

## Toponymie
Les Premières Nations de ces terres, les Micmacs, appelé la zone Abadakwichéch, qui signifie « la petite portion réservée ».
Actuellement, la communauté de l'île Christmas a obtenu son nom en raison d'un indigène qui a vécu dans ce lieu surnommé Christmas. Il est mort sur l'île Ghost, à côté de la plage.

## Culture

### Gaélique
La caserne de pompiers d'Île Christmas accueille chaque été le Feis An Eilein, un festival de musique, de danse et de culture gaéliques. Il est a lieu en août et comprend des choses comme un roulage collectif de tissu de laine, des quadrilles, feu de joie, cornemuse, pas de danse, violon et des leçons de piano. Aussi, il y a un enseignement en gaélique écossais, le folklore et la musique.
Le gaélique est encore parlé par quelques personnes âgées, comme beaucoup d'Écossais des Highlands émigré vers l'Île Christmas pendant les Highland Clearances.